# Odense Amt

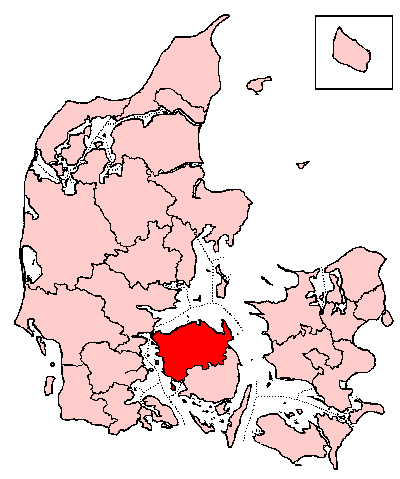
Odense Amt

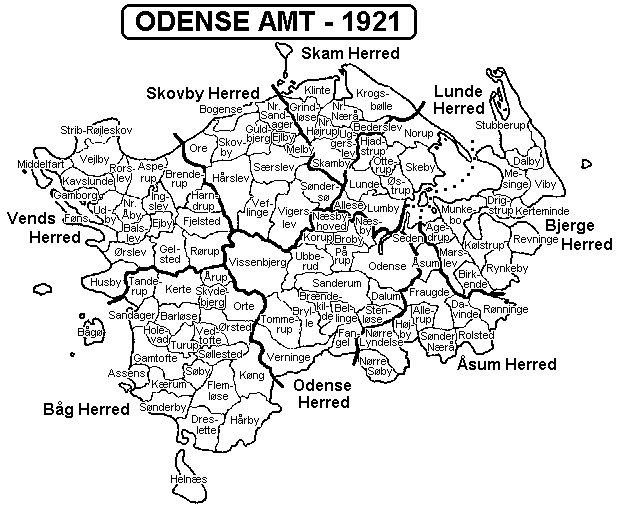
Odense Amt 1921 met herreder n parochies

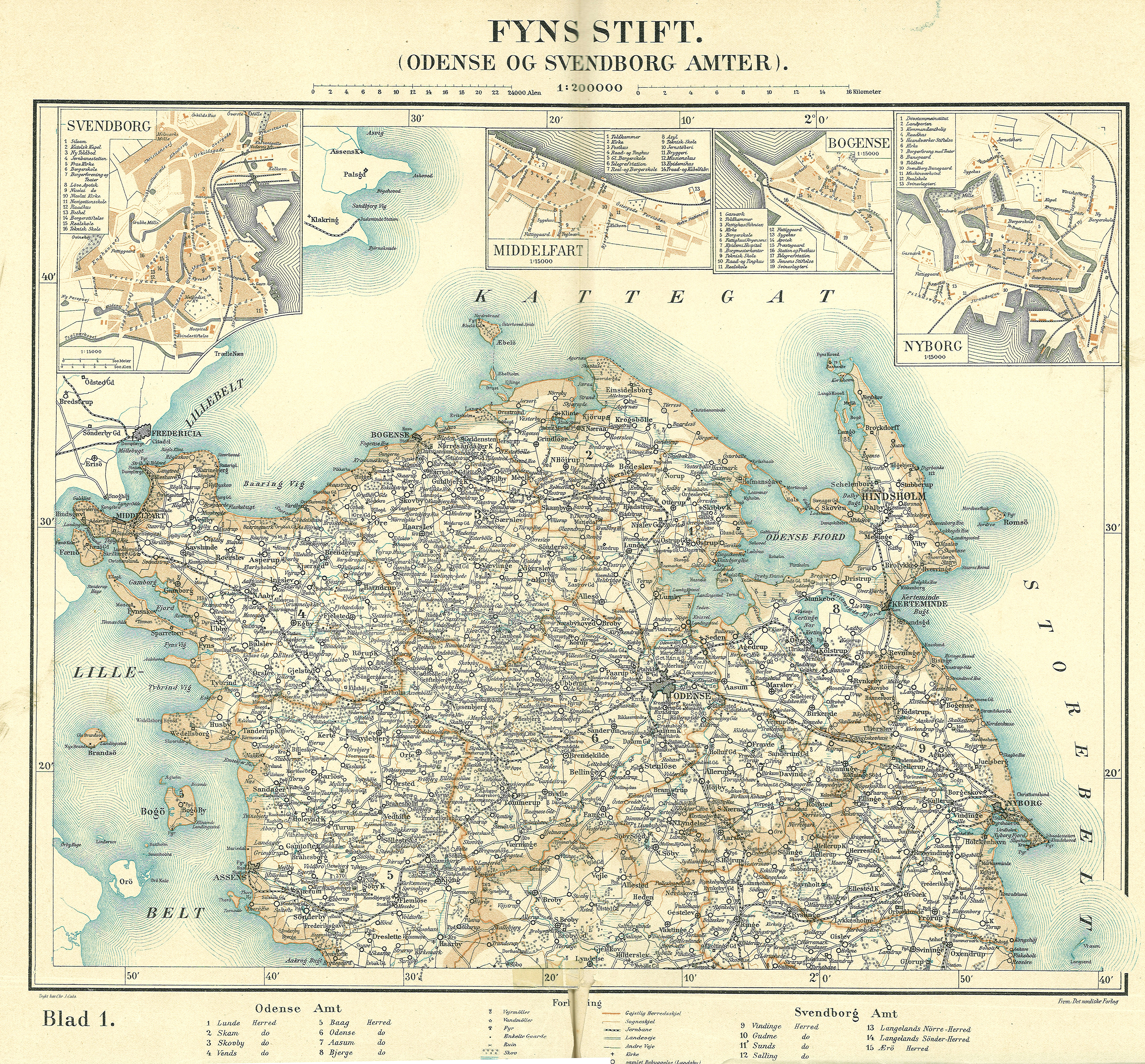
Odense Amt rond1900

Odense Amt was een van de amten van Denemarken. Het werd gesticht in 1793 en ging in 1970 op in de nieuwe provincie Funen. Het amt was genoemd naar de stad Odense waar ook het bestuur zetelde.

## Herreder
Het amt was verdeeld in acht Herreder
- Bjerge Herred
- Båg Herred
- Lunde Herred
- Odense Herred
- Skam Herred
- Skovby Herred
- Vends Herred
- Åsum Herred

## Assens amtsrådskreds
In 1842 werd het amt verdeeld in twee amtskommuner, Assens Amtsrådkreds en Odense Amtsrådskreds. Beide hadden hun eigen bestuur. Volledige amten werden dat echter niet.  
Assens Amtrådskreds omvatte Vends Herred met Middelfart en Båg Herred met Assens. 